# Gabriel Vicens Mir
Gabriel Vicens Mir (Inca, 1961) és un polític mallorquí del PSM.
Llicenciat el 1984 en Biologia per la Universitat de les Illes Balears. Ha estat professor de biologia en un institut de secundària i professor associat al Departament de Filologia Catalana de la Universitat de les Illes Balears, on ha impartit classes de català cientificotècnic. Ha dedicat la seva tasca a la recerca científica i a la divulgació educativa.
Ha publicat articles divulgatius en revistes i a la premsa. A més, és coautor de Diccionari de biologia per a l'ensenyament (1994), La flora de la serra de Tramuntana (2000) i Català científic per a les ciències de la vida (2003).
En l'àmbit polític, és militant del PSM des de 1997, de què és membre del comissió executiva. Durant el Pacte de Progrés va ser el director de l'Institut de Recerca i Formació Agrària. L'any 2007 encapçalava les llistes del seu partit Llubí, on aconseguí 3 regidors.
El mes de juliol del mateix any va ser nomenat pel president del Govern de les Illes Balears, Francesc Antich, conseller de Mobilitat i Ordenació del Territori de l'executiu balear.